# Розовошейный зелёный голубь
Розовошейный зелёный голубь (лат. Treron vernans) — вид птиц из семейства голубиных.

## Описание
Розовошейный зелёный голубь птица средних размеров 24-30 см, вес 105—160 грамм. Голова, задняя часть шеи, верх спины и грудь у него голубоватые, на спинке — с оливково-голубоватым оттенком; передняя часть шеи винно-розового цвета с голубовато-зелёными пятнами на горле и щеках; бока шеи и остальная часть груди матово-розовые; нижняя часть тела жёлто-зелёная, иногда чисто-жёлтого цвета на нижней части живота; на каштаново-коричневом хвосте перья с чёрным или серым окаймлением; клюв голубоватый с зеленоватым оттенком, с более тёмным основанием. Оперение самки с розоватым, оранжевым и серым оттенками; подхвостье бледнее, чем у самца, а на первых более широкие каймы. Молодые птицы похожи на самку, но верхняя сторона оперения серо-зелёная.

## Образ жизни
Розовошейный зелёный голубь обитает в Юго-Восточной Азии, его можно встретить в Камбодже, Индонезии, Малайзии, Мьянме, Сингапуре, Таиланде, Вьетнаме и на Филиппинских островах. Эти птицы населяют тропические и субтропические горные и равнинные леса, а также мангровые заросли. Днём они держатся небольшими стайками, а на ночлег собираются в большие стаи. Гнездятся эти голуби на деревьях или кустарниках на высоте 2-3 метров. Кладка состоит из 1-2 белых яиц, в насиживании участвуют оба родителя. Птенцов они также выкармливают сообща.

## Размножение
Нет определённого сезона размножения, и было зарегистрировано гнездование в течение всего года по всему ареалу, кроме февраля. Задачи строительства гнезда разделены по половому признаку: самец отвечает за сбор материала для гнездования, а самка его строит. Само гнездо представляет собой простую и непрочную платформу из прутьев и более тонкого материала.
Откладываются два яйца белого цвета размером 26,8-28,9 мм × 20,3-21,8 мм. Гнездо размещается на дереве, кустарнике или живой изгороди и может располагаться довольно близко к земле, в пределах от 1 до 10 м. Биология размножения этого вида практически неизвестна с единственным отчётом о разведении из Сингапура. В этом отчёте пара разделила обязанности по инкубации: самец насиживал яйца в течение дня, а самка — ночью, при этом время инкубации составляло 17 дней. После вылупления птенцов в течение первых нескольких дней жизни выводят непрерывно, так как при инкубации самцы выводят потомство днём, а самки — ночью. Птенцы почти голые, у них коричневая кожа с несколькими белыми перьями. Птенцы покидают гнездо через 10 дней после вылупления, но остаются в зоне гнездования в течение нескольких дней после вылупления и продолжают кормиться своими родителями.

## Взаимодействие с человеком
В Европу розовошейный зелёный голубь впервые был привееён в 1876 году, и с тех пор этих красивых и не особенно требовательных птиц содержат в клетках. Птица довольно неприхотлива к климатическим условиям и выдерживает понижение температуры до 10 градусов. Кормят их различными фруктами и ягодами: сладкими яблоками, персиками, абрикосами и др. Очень прожорливы и сильно толстеют, поэтому им не следует давать корм с высоким содержанием крахмала и предоставлять возможность летать.

## Охранный статус
Treron vernans — адаптируемый вид, который хорошо переносит антропогенные изменения в своем ареале. Он легко перебрался в города и стал обычным явлением в охраняемых зонах Сингапура и даже в его садах, а со временем стал более распространённым. Несмотря на охоту в Таиланде, Малайзии и Суматре для содержания птиц в неволе, она остаётся обычным явлением на большей части своего ареала. МСОП присвоил таксону охранный статус «Виды, вызывающие наименьшие опасения».